# Hệ phái trong Kitô giáo
Hệ phái Kitô giáo là một tổ chức tôn giáo riêng biệt trong Kitô giáo, được xác định bởi các đặc điểm như tên, tổ chức, lãnh đạo và học thuyết (giáo lý). Thuật ngữ giáo phái Kitô giáo thường nhấn mạnh sự tổ chức Kitô độc lập như: Giáo hội Công giáo, Giáo hội Chính thống giáo Đông phương, và Giáo hội Chính thống giáo Cổ phương Đông,... Hầu hết các giáo hội này đều tự nhận là chính thống trong khi nhiều giáo phái Tin lành tự mô tả như các giáo đoàn hoặc hội anh em. Sự phân chia giữa nhóm này và nhóm khác được xác định bởi thẩm quyền và học thuyết; các vấn đề như bản chất của Giêsu, thẩm quyền kế vị tông đồ, giáo hội, và tính ưu việt của giáo hoàng có thể chia tách giáo phái này với giáo phái khác. Các nhóm giáo phái, thường chia sẻ chung một niềm tin, thực hành và quan hệ lịch sử tương tự nhau, đôi khi được gọi là "các nhánh của Kitô giáo ". Những nhánh này khác nhau theo nhiều cách, đặc biệt thông qua sự khác biệt trong thực tiễn và niềm tin.
Các giáo phái cá nhân khác nhau ở mức độ mà họ thừa nhận lẫn nhau. Một số nhóm tự xưng là người kế vị đích thực trực tiếp và duy nhất của giáo hội được thành lập bởi Jesus Christ vào thế kỷ 1 sau Công nguyên. Tuy nhiên, trong đó một số hoặc tất cả các nhóm Kitô giáo là các giáo hội hợp pháp của cùng một tôn giáo bất kể nhãn hiệu, tín ngưỡng và thực hành của họ. Vì khái niệm này, một số tổ chức Kitô giáo từ chối thuật ngữ "giáo hội" để mô tả chính họ, để tránh ngụ ý tương đương với các nhà thờ hoặc giáo phái khác.
Giáo hội Công giáo, với hơn 1,3 tỷ thành viên  - hơn một nửa số Kitô hữu trên toàn thế giới không xem mình là một giáo phái, mà là Giáo hội  ban đầu, một quan điểm bị các Kitô hữu khác bác bỏ. Các giáo phái Tin Lành chiếm khoảng 37 phần trăm Kitô hữu trên toàn thế giới. Cộng chung lại, Công giáo và Tin lành (bao gồm Anh giáo và các giáo phái khác có chung quan hệ lịch sử) tạo thành Kitô giáo phương Tây. Các giáo phái Kitô giáo phương Tây chiếm ưu thế ở Tây, Bắc, Trung và Nam Âu, Châu Phi cận Sahara, Châu Mỹ và Châu Đại Dương. 
Giáo hội Chính thống giáo phương Đông, với khoảng 225 triệu 300 triệu tín đồ, là tổ chức  Kitô giáo lớn thứ hai trên thế giới và cũng tự coi mình là Giáo hội tiền giáo phái nguyên thủy. Các Chính thống giáo Đông phương chính là một sự hiệp thông của các nhà thờ (hay "khu vực pháp lý") hoàn toàn độc lập mà thừa nhận lẫn nhau. Giáo hội Chính thống Đông phương cùng với Chính thống giáo Cổ phương Đông và Giáo hội Assyria ở phương Đông tạo thành Kitô giáo Đông phương. Có những nhóm Công giáo Đông phương nhỏ hơn đang hiệp thông với Giám mục Rôma cũng như các Kitô hữu Đông phương Tin lành đã chấp nhận thần học Tin lành nhưng có quan hệ văn hóa và lịch sử với các Kitô hữu Đông phương khác. Các giáo phái Kitô giáo Đông phương có mặt chủ yếu ở Đông Âu, Bắc Á, Trung Đông, Đông Bắc Phi và Ấn Độ (đặc biệt là Nam Ấn Độ).
Kitô hữu có nhiều học thuyết khác nhau về Giáo hội (hội đoàn của các tín hữu mà họ tin Giêsu Kitô đã thành lập) và về cách nhà thờ thiêng liêng liên hệ với các giáo phái Kitô giáo. Cả Công giáo La Mã và Chính thống giáo Đông phương đều cho rằng các tổ chức của họ trung thành đại diện cho một Giáo hội công giáo và tông truyền linh thiêng để loại trừ giáo phái kia. Những người theo đạo Tin lành ở thế kỷ XVI tách khỏi Giáo hội Công giáo vì những lý do thần học và thực hành mà họ cho là vi phạm cách giải thích của chính họ. Nói chung, các thành viên của các giáo phái khác nhau sẽ nhận nhau là Kitô hữu, ít nhất là đến mức họ đã thừa nhận các phép báp têm và thừa nhận các quan điểm chính thống trong lịch sử bao gồm cả thiên tính của Chúa Giêsu và các giáo lý về tội lỗi và sự cứu rỗi, mặc dù các chướng ngại giáo lý và giáo hội đã cản trở sự hiệp thông giữa các nhà thờ.
Kể từ khi các cải cách xung quanh Công đồng Vatican II năm 1962-1965, Giáo hội Công giáo La Mã đã gọi các cộng đồng Tin lành là "giáo phái", trong khi bảo lưu thuật ngữ "giáo hội" cho Giáo hội tông tòa, bao gồm cả Chính thống giáo phương Đông. Nhưng một số Kitô hữu phi giáo phái  không theo bất kỳ nhánh cụ thể nào, mặc dù đôi khi họ được coi là thuộc Tin lành.  